# Барак Бахар
Барак Бахар (на иврит: ברק בכר) е бивш израелски футболист, играл като защитник, и настоящ старши треньор на Цървена звезда.

## Кариера

### Кариера като футболист
Кариерата на Барак Бахар на футболист не е особено успешна. Между 1998 и 2011 година играе за тимовете на Хакоах Рамат Ган, Апоел Петах Тиква и Ирони Кирят Шмона.
Не успява да достигне до националния отбор.

### Кариера като треньор
Започва треньорската си кариера като помощник-треньор в щаба на последния си клуб – Ирони. Една година по-късно става старши треньор, като през 2013 и 2014 г. извежда тима си до финала за Купата на Израел, която печели през 2014 г. През лятото на 2015 година поема Апоел Беер Шева. Още през първия си сезон извежда отбора от Беер Шева до титлата в Израел. В квалификациите за Шампионската лига през сезон 2016/17 отстранява молдовския шампион Шериф Тираспол. В третия квалификационен кръг съперник е гръцкия гранд и редовен участник в Груповата фаза на турнира Олимпиакос. След героично 0:0 в Пирея, воденият от Бахар отбор измъква изненадваща победа с 1:0 на реванша, с което продължава напред. На плейофите съперник е шотландския Селтик. Първият мач в Глазгоу завършва с победа с 5:2 за домакините от Шотландия. Реванша завършва с победа с 2:0 за отбора от Израел, но въпреки това отпада от Шампионската лига. В Груповата фаза на Лига Европа попада в група със Спарта Прага, Интер и Саутхемптън. След като записва две победи над италианския гранд, губи на два пъти от Спарта Прага, и завършва наравно като домакин със Саутхемптън, решаващ мач се оказва мачът на английска земя срещу Саутхемптън. След като спечелва равенство в последните минути, Апоел продължава на 1/16-финалите, където отпада след две загуби (1:3 и 1:2) от Бешикташ. През сезон 2016/17 печели втора поредна титла на Израел.

## Успехи

### Като футболист
Хакоах Рамат Ган
- Шампион на Трета израелска дивизия (1): 1998/99

 Ирони Кирят Шмона
- Шампион на Втора израелска дивизия (2): 2006/07, 2010/11

### Като треньор
Ирони Кирят Шмона
- Носител на Купата на Израел (1): 2014

 Апоел Беер Шева
- Шампион на Израел (2): 2015/16, 2016/17
- Носител на Суперкупата на Израел (1): 2016